# Trần Vỹ Đình
Trần Vỹ Đình (sinh ngày 21 tháng 11 năm 1985) là một nam ca sĩ, vũ công, diễn viên Hồng Kông.
Anh là cựu thành viên của nhóm nhạc trẻ Sun Boy'z trước đây tại Hồng Kông. Năm 2013, anh chuyển hướng phát triển sang thị trường Đại lục. Mùa hè năm 2014, với vai Đại sư huynh Lăng Việt trong phim Cổ kiếm kỳ đàm, tên tuổi của Trần Vỹ Đình vụt sáng và ngày càng nổi tiếng.
Cộng đồng người hâm mộ của Trần Vỹ Đình được đặt tên là Nữ hoàng (tiếng Trung: 女皇), xuất xứ từ một bài hát cùng tên của anh.

## Sự nghiệp[2]

### Thuở đầu ở Hồng Kông
Năm 2003, khi mới 18 tuổi, Trần Vỹ Đình đạt chức Vô địch giải Tài năng âm nhạc thế giới người Hoa của đài TVB, đạt danh hiệu "Cây mic vàng" cùng các giải "Phần trình diễn vũ đạo xuất sắc", "Tự thể hiện tài năng xuất sắc". Vì đam mê nghệ thuật, tuy đã thi đậu đại học ở Mỹ nhưng anh vẫn bỏ qua cơ hội đi du học, để rồi ký hợp đồng với công ty Anh Hoàng.
Năm 2003, Trần Vỹ Đình dẫn chương trình Thứ bảy vui vẻ cùng Disney trên đài TVB Pearl và xuất hiện trong một số MV của Twins. Năm 2006, anh gia nhập nhóm nhạc Sun Boy'z.

### 2008:Tách ra hát riêng
Tháng 4 năm 2008, Trần Vỹ Đình tách nhóm. Ngay năm đó, album solo đầu tiên Will Power được phát hành, Trần Vỹ Đình nhận giải nhận giải Tài năng mới xuất sắc nhất tại Thập Đại Kình Ca Kim Khúc (mười ca khúc vàng) Hồng Kông.
Ngày 17/7/2009, album thứ hai Warrior được ra mắt. Phim điện ảnh Thiết thính phong vân được chiếu ở Đại lục. Cũng năm đó, anh tham gia Đại hội võ lâm của Dragon TV.
Tháng 3 năm 2010, Trần Vỹ Đình tham gia phim hài Mật lệnh xinh đẹp, sang tháng 4 thì phát hành album thứ ba Do you wanna dance. Tới tháng 6, anh diễn vai chính trong Hương vị trái cấm- Ex, cuối năm đó thì album thứ tư Heads or Tails ra mắt. Cũng năm Canh Dần 2010, anh cùng các nghệ sĩ khác của Anh Hoàng thể hiện ca khúc Phi Hổ quần tinh hạ tân tuế (Dàn sao Phi Hổ mừng tuổi mới) trong album chúc tết năm đó của công ty.
Tháng 3 năm 2011, phim Nữ nhân xuất quỹ do anh đóng chính được tham gia Liên hoan phim quốc tế Hồng Kông lần thứ 35. Tháng 8 năm đó, album tiếp theo Wow phát hành. Tháng 9 năm 2011, Trần Vỹ Đình có tên trong danh sách "Mười ngôi sao tráng kiện" của Hồng Kông.
Mùa hè năm 2012, album thứ 6 Pop it up! hoàn thành. Trong năm này, Trần Vỹ Đình đóng vai chính A Đình (nhất phiên) trong phim Trát Chức.

### 2013-nay:Phát triển tại Đại lục
Năm 2013, Trần Vỹ Đình bắt đầu quay phim ở Đại lục. Tháng 3, tham gia phim Thiếu Niên Tứ Đại Danh Bổ với vai diễn Truy Mệnh. Tháng 7 cùng năm, anh chính thức ký hợp đồng với A Nặc Studio tại Đại Lục, tham gia phim Cổ Kiếm Kỳ Đàm với vai Đại sư huynh Lăng Việt. Tháng 12, Trần Vỹ Đình tham gia phim Biệt đội cứu hỏa. Nhờ vai Trương Văn Kiện trong bộ phim này, anh đã giành được giải thưởng Nam diễn viên phụ xuất sắc nhất tại Liên hoan phim quốc tế Macau lần thứ 5.
Tháng 7 năm 2014, phim Cổ Kiếm Kỳ Đàm bắt đầu chiếu tại Đại lục, danh tiếng của Trần Vỹ Đình tăng vọt và phổ biến khắp đất nước, giúp anh giành giải Nam nghệ sĩ toàn năng được hoan nghênh nhất và Diễn viên của phim truyền hình được mong đợi nhất của năm 2014. Vai diễn đại sư huynh Lăng Việt trong phim làm khán giả hay gọi anh là "Đại sư huynh quốc dân". Sau đó, anh đã chuyển phần lớn sự nghiệp của mình sang phát triển tại Đại lục. Ngoài ra trong năm 2014 với vai Tiết Khả Dũng, phim Đàn ông không thể nghèo đoạt giải nam diễn viên trẻ xuất sắc nhất giải thưởng điện ảnh Hoa ngữ tại Anh Quốc lần thứ 6, đề cử Nam diễn viên phụ xuất sắc nhất giải điện ảnh quốc tế Ma Cao lần thứ 6.
Ngày 4 tháng 2 năm 2015, Trần Vỹ Đình tham gia phim truyền hình Hoạt Sắc Sinh Hương vai An Dật Trần/ Văn Thế khuynh - phim lập tức thu về nhiều kỉ lục và đánh bại tất cả các bộ phim truyền hình Trung Quốc khác trong 10 năm trở lại đây. Tháng 5 cùng năm, Trần Vỹ Đình nhận đề cử Nam phụ xuất sắc nhất tại giải Bạch Ngọc Lan của Truyền hình Thượng Hải. Cũng trong năm này, anh cũng nhận một số dự án phim điện ảnh lớn là Đại oanh tạc vai Trình Đình (tứ phiên), Tước Tích vai U Minh (tứ phiên). Phim mạng Thục Sơn chiến kỷ (nam chính Đinh Ẩn) chiếu ngày 22 tháng 9 trên trang iQiyi cũng đạt số lượng người xem đông đảo. Ngày 26 tháng 10 năm 2015, ca khúc do anh tự sáng tác 1121 ra mắt, sau đó phim Lão cửu môn khởi quay với vai nam chính Trương Khải Sơn-Trương Đại Phật Gia.
Nửa đầu 2016, ra mắt ca khúc Bày Tỏ. Phim truyện Thục Sơn chiến kỷ và Vì có tình yêu nên hạnh phúc (vai nam chính Tô Khải Văn-Kevin) lên sóng (CSM35 1.053, CSM52 0.976). Tháng 4 Trần Vỹ Đình tham gia dự án điện ảnh Chiến Thần Kỷ đóng vai Thiết Mộc Chân (nhất phiên). Phim truyền hình Duyên Đến hạnh phúc (vai Hà Hạn) lên sóng. Tháng 7 bộ phim truyền hình Lão Cửu Môn lên sóng và nhanh chóng đứng ở những vị trí cao trên các bảng xếp hạng truyền hình,rating 0.935%, nằm trong top 10 những phim trên 10 tỷ lượt xem trên mạng (chiếu độc quyền trên iQiyi). Tháng 10 đóng vai nam chính Nguyên Lăng trong phim truyền hình Túy Linh lung.
Nửa cuối năm 2016 có một dấu ấn quan trọng trong sự nghiệp của Trần Vỹ Đình là Inside Me concert tour- concert đầu tiên của anh được tổ chức thành công tại các thành phố lớn của Trung Quốc như Bắc Kinh, Thượng Hải, Nam Kinh,...cho ra mắt ca khúc Plan W và Run for more. Với thành công cả về phim ảnh và âm nhạc trong năm giúp Trần Vỹ Đình nhận giải thưởng Nhân vật của năm tại iQiyi- Scream Night 2016.
Ngày 27 tháng 1 năm 2017 (30 tết) Trần Vỹ Đình song ca bài hát Yêu em một vạn năm (cùng Lộc Hàm) tại chương trình Xuân Vãn 2017 của CCTV sau hai lần được mời nhưng không có cơ hội biểu biển. Cuối tháng 3 đóng nam chính Thời Việt trong bộ phim truyền hình Nam phương hữu kiều mộc. Ngày 24 tháng 4 khánh thành tượng sáp đầu tiên của mình tại bảo tàng tượng sáp Madame Tussauds Thượng Hải
Cùng vào tháng 4, ngày 22 và 30 Trần Vỹ Đình tiếp tục tổ chức thành công hai concert Inside me ở Trùng Khánh và Quảng Châu, kết thúc Inside Me concert tour. Tháng 5 ra mắt ca khúc Say đắm (MV kết hợp cùng Vouge và siêu mẫu Marjan Jonkman) đạt được nhiều thành tích cao trên các bảng xếp hạng âm nhạc. Tháng 7 lên sóng phim truyền hình Túy Linh Lung. Đầu tháng 8 khởi quay phim truyền hình Thời đại hoàng kim (Niên Đại Cam Hồng) vai nam chính Lưu Tử Quang.
Đầu năm 2018 tham gia show Vũ đoàn nhiệt huyết của IQiyi. Ngày 15 tháng 2 năm 2018 (30 tết) Trần Vỹ Đình tiếp tục biểu diễn tiết mục Sân khấu tuyệt nhất (cùng Hoàng Bột và Trương Nghệ Hưng) tại chương trình Xuân Vãn 2018 của CCTV. Ngày 17 tháng 3 lên sóng show Vũ đoàn nhiệt huyết. Ngày 25 tháng 3 phát sóng phim truyền hình Nam phương hữu kiều mộc. 28 tháng 4 movie Chiến Thần Kỷ công chiếu. 30 tháng 4 Trần Vỹ Đình tham gia biểu diễn tại Grammy festival Bắc Kinh. Đầu tháng 5 tham gia đoàn phim Phong bạo vũ với vai nam chính Lý Tuấn Kiệt. Ngày 9 tháng 6 ra mắt MV Nhất bút giang hồ với phong cách đậm chất Trung Hoa kết hợp cùng hip hop đương đại, đạt nhiều thành tích trên BXH âm nhạc. Ngày 5 tháng 7 khánh thành tượng sáp thứ hai của Trần Vỹ Đình tại bảo tàng tượng sáp Madame Tussauds Bắc Kinh. 17 tháng 9 phát sóng phim truyền hình Niên Đại Cam Hồng. Ngày 21 tháng 10 show Trạm kế tiếp truyền kỳ lên sóng tại đài Đông Phương.
Đầu năm 2021, Trần Vỹ Đình xuất hiện sánh đôi cùng Cổ Lực Na Trát trong bộ phim Phong Bạo Vũ.

## Album

### Khi hoạt động trongSun Boy'z
| Album | Tên album                 | Kiểu album                              | Hãng phát hành    | Ngày phát hành | Các ca khúc |
| ----- | ------------------------- | --------------------------------------- | ----------------- | -------------- | --- |
| 1st   | SUN BOY'Z                 | EP                                      | Công ty Anh Hoàng | 1/9/2006       | Các ca khúc AVCD Tên tạm dịch / Tên tiếng Trung 1. Computer data not playable 2. Tic Tac Toe(MV) 3. Hey You(MV) 4. Cậu bé lướt sóng / 衝浪男孩 (MV) 5. Tic Tac Toe 6. Hey You 7. Cậu bé lướt sóng 8. Cô nàng ham tiền / 拜金小姐 9. My Lady Tiêu đề |
| 2nd   | All for 1                 | Các ca khúc mới và các ca khúc hay nhất | Công ty Anh Hoàng | 20/3/2007      | Các ca khúc Disc 1 Tên tạm dịch / Tên tiếng Trung 1. 3+1=1 Featuring Kenny(New) 2. Phải trái / 左右(New) 3. Tới sát từng bước / 步步進逼(New) 4. Tic Tac Toe 5. Hey You 6. Cậu bé lướt sóng / 衝浪男孩 7. My Lady 8. Tính xấu không đổi / 死性不改 (with Twins) 9. Quán ghen tuông / 眼紅館 (Boy'z) 10. Girls 11. Xinh đẹp và vui sướng / 美麗與快樂 12. Bẫy tình Broadway / 情陷百老匯 13. Sát bên em / 跟蹤你 Disc 2 Tên tạm dịch / Tên tiếng Trung 1. Tính xấu không đổi / 死性不改 2. Quán ghen tuông / 眼紅館 (Kenny Solo) 3. Girls (Girl & Boy'z mix) 4. La La thế giới / La La 世界 5. Thiếu nữ pha lê / 玻璃少女 6. Ký sự thiếu nữ trưởng thành /少女成熟記事簿 7. Quay lại lúc mới yêu / 戀愛最初回 8. Tuyết nhân tạo / 人造雪 (Steven Solo) 9. Sai thì sai / 將錯就錯 10. Học sinh nhảy lớp / 跳班生 11. Anh em / 手足 12. Về nơi đâu / 去邊度 13. Bên nhau xuyên thời gian / 超時空接觸 DVD Tên tạm dịch / Tên tiếng Trung 1. 3+1=1 Featuring Kenny(New)MV 2. Tới sát từng bước / 步步進逼(New)MV 3. Tic Tac Toe(MV) 4. Hey You(MV) 5. Cậu bé lướt sóng / 衝浪男孩(MV) |
| 3rd   | Lần đầu hẹn hò / 初次約會 | Album tiếng Phổ thông                   | Công ty Anh Hoàng | 7/12/2007      | Các ca khúc CD Tên tạm dịch / Tên tiếng Trung 1. Lần đầu hẹn hò / 初次約會 2. Cạm bẫy / 陷阱 3. Yêu em / 愛你 4. Dưới ánh mặt trời / 陽光下 5. Tic Tac Toe 6. Tính xấu không đổi / 死性不改 7. Thấu hiểu hai trái tim / 兩心悉 8. Lạc giữa rừng mưa / 迷失雨林 9. Cảm giác trống rỗng / 空虛感 10. Hảo Thời Đại / 好時代 DVD Tên tạm dịch / Tên tiếng Trung 1. Lần đầu hẹn hò / 初次約會 MV 2. Thấu hiểu hai trái tim / 兩心悉 MV |

### Khi đã hoạt động riêng
| Album # | Tên album                                    | Kiểu album | Hãng phát hành    | Ngày phát hành | Các ca khúc |
| ------- | -------------------------------------------- | ---------- | ----------------- | -------------- | --- |
| 1st     | Will Power                                   | Album      | Công ty Anh Hoàng | 5/9/2008       | Các ca khúc CD Tên tạm dịch / Tên tiếng Trung 1. Lie 2. Taxi(TAXI bản tiếng Quảng Đông) 3. Ngoan / 乖 4. Thiên Vạn Thiếu Niên / 千萬少年 5. Great Time 6. Boomshakala 7. Choáng / 暈浪 8. Thằng lười / 闊佬懶理 9. Great Time Power Mix 10. Taxi (Taxi bản tiếng Phổ thông) DVD Tên tạm dịch / Tên tiếng Trung 1. Taxi(TAXI bản tiếng Quảng Đông) MV 2. Great Time MV 3. Thiên Vạn Thiếu Niên / 千萬少年 MV 4. Will Power製作花絮 / Chuyện hậu trường sản xuất album |
| 2nd     | Warrior / 戰士                               | Album      | Công ty Anh Hoàng | 17/7/2009      | Các ca khúc CD Tên tạm dịch / Tên tiếng Trung 1. Chiến binh / 戰士 2. Tới hôm nay mới biết sai / 今天終於知道錯 (bản tiếng Quảng Đông) 3. Thập / 十 4. M.J. (bản tiếng Quảng Đông) 5. Tiểu thư Hồ li / 狐狸小姐 6. Show! 7. Siêu nhân Mebius / 超人梅比斯(Ca khúc chủ đề của phim thiếu nhi "Ultraman Mebius" trên đài TVB) 8. M.J. (bản tiếng Phổ thông) 9. Tới hôm nay mới biết sai / 今天終於知道錯 (bản tiếng Phổ thông) 10. Chiến binh / 戰士(Remix) DVD Tên tạm dịch / Tên tiếng Trung 1. Chiến binh / 戰士 MV 2. Thập / 十 MV |
| 2nd     | Warrior / 戰士 (bản cho thị trường Malaysia) | Album      | Công ty Anh Hoàng | 21/8/2009      | Các ca khúc CD1 Tên tạm dịch / Tên tiếng Trung 1. Chiến binh / 戰士 2. Tới hôm nay mới biết sai / 今天終於知道錯 (bản tiếng Quảng Đông) 3. Thập / 十 4. M.J. (bản tiếng Quảng Đông) 5. Hồ ly tiểu thư / 狐狸小姐 6. Show! 7. Siêu nhân Mebius / 超人梅比斯(Ca khúc chủ đề của phim thiếu nhi "Ultraman Mebius" trên đài TVB) 8. M.J. (bản tiếng Phổ thông) 9. Tới hôm nay mới biết sai / 今天終於知道錯 (bản tiếng Phổ thông) 10. Chiến binh / 戰士(Remix) CD2 Tên tạm dịch / Tên tiếng Trung 1. Lie 2. Taxi(TAXI bản tiếng Quảng Đông) 3. Ngoan / 乖 4. Thiên Vạn Thiếu Niên / 千萬少年 5. Great Time 6. Boomshakala 7. Choáng / 暈浪 8. Thằng lười / 闊佬懶理 9. Great Time Power Mix 10. Taxi (bản tiếng Phổ thông) |
| 3rd     | Do You Wanna Dance                           | Album      | Công ty Anh Hoàng | 23/4/2010      | Các ca khúc CD Tên tạm dịch / Tên tiếng Trung 1. Flying Away (Bài hát chủ đề quảng cáo hương thơm Rexona năm 2010) 2. Do You Wanna Dance (bản tiếng Quảng Đông) 3. Mũi tên xuyên tim / 穿心箭 4. Tình cờ / 隨便 5. Hẻm núi lớn / 大峽谷 6. Điệu Tango hắc ám / 黑暗探戈 7. Mâu thuẫn / 私鬥 8. Điện thoại em rung kiểu gì vậy / 怎麼你的手機要響 9. Love Evolution 10. Do You Wanna Dance (bản tiếng Phổ thông) DVD Tên tạm dịch / Tên tiếng Trung 1. Do You Wanna Dance (bản tiếng Quảng Đông) MV 2. Mũi tên xuyên tim / 穿心箭 MV 3. Hẻm núi lớn / 大峽谷 MV |
| 4th     | Heads or Tails                               | Album      | Công ty Anh Hoàng | 6/12/2010      | Các ca khúc CD Tên tạm dịch / Tên tiếng Trung 1. Theo đuôi / 尾巴 2. Lạc Cực Vong Tình / 樂極忘情(bản tiếng Quảng Đông) 3. Together 4. Yêu được em thật là hạnh phúc / 愛你太快樂 5. Organic 6. Closer 7. Dạ Quang Bảo Bối / 夜光寶貝 8. Get Up 9. Đại Lượng / 大量 10. Lạc Cực Vong Tình / 樂極忘情 (bản tiếng Phổ thông) DVD Tên tạm dịch / Tên tiếng Trung 1. Theo đuôi / 尾巴 MV 2. Together MV |
| 5th     | WOW                                          | Album      | Công ty Anh Hoàng | 25/8/2011      | Các ca khúc CD Tên tạm dịch / Tên tiếng Trung 1. Get Some High 2. L.U.V - Trần Vỹ Đình 陳偉霆 feat Trang Đông Hân 莊冬昕(D E A L) 3. Baby Don't Cry (bản tiếng Quảng Đông) 4. LOVE U2 5. Phản ứng hóa học / 化學反應 6. Ketchup 7. Anh chưa đủ tốt / 我不夠好 8. Play Girl 9. One More Chance 10. Baby Don't Cry (bản tiếng Phổ thông) DVD Tên tạm dịch / Tên tiếng Trung 1. Baby Don't Cry (bản tiếng Quảng Đông) MV 2. LOVE U2 MV 3. L.U.V - Trần Vỹ Đình 陳偉霆 feat Trang Đông Hân 莊冬昕(D E A L) MV |
| 6th     | Pop It Up                                    | Album      | Công ty Anh Hoàng | 10/7/2012      | Các ca khúc CD Tên tạm dịch / Tên tiếng Trung 1. Nữ hoàng / 女皇 2. Pop It Up 3. Tôi là ai / 我是誰 (featuring Vịnh Nhi 泳兒) (bản tiếng Quảng Đông) 4. Yêu em bằng cả vũ trụ này / 愛你愛到上宇宙 5. 1+0 / 一加零 6. Quên mất dũng khí / 遺忘的勇氣 7. Move Back 8. Yes or No 9. Nữ hoàng / 女皇 (Queen of world remix) 10. Tôi không là tôi / 我不是我 feat. Vịnh Nhi 泳兒 (Tôi là ai, bản tiếng Phổ thông) Bonus DVD (MV) Tên tạm dịch / Tên tiếng Trung 1. Nữ hoàng / 女皇 2. Tôi là ai / 我是誰 (featuring Vịnh Nhi 泳兒) (bản tiếng Quảng Đông) 3. Quên mất dũng khí / 遺忘的勇氣 4. Tôi không là tôi / 我不是我 feat. Vịnh Nhi 泳兒 (Tôi là ai, bản tiếng Phổ thông) 5. Album Making Of                         |
| 7th     | Đẳng Đẳng / 等等                             | EP         | Công ty Anh Hoàng | 17/6/2015      | Các ca khúc CD Tên tạm dịch / Tên tiếng Trung 1. Lưỡng Nhân Hành / 两人行 (Nhạc đệm phim "Cổ kiếm kỳ đàm") 2. Rất muốn ôm lấy em / 好想抱着你 3. Vô Ngôn Thủ Hậu / 无言守候 (Nhạc đệm phim "Thiếu niên tứ đại danh bổ") 4. Có vay có trả / 有借有还 (Ca khúc chủ đề phim "Trát Chức") |
|         | N/A (Chỉ là tập hợp các ca khúc gần đây)     |            | Công ty Anh Hoàng |                | Các ca khúc CD 1. 1121 2. Bày tỏ / 表白 3. Môn phái của ta / 我门 (Bài hát chủ đề phim truyền hình Lão cửu môn) 4. Love！Love！Aloha！ (hát cùng Jessica Jung) (Bài hát chủ đề phim điện ảnh Chuyện nhỏ điên rồ mang tên tình yêu) 5. Kế hoạch W / W企划 6. Run For More / 酷跑(Bài hát chủ đề game Tian Tian Ku Pao) 7. Say đắm / 著迷 8. Vì Nàng / 因你(Bài hát chủ đề phim truyền hình"Túy Linh Lung") 9. Huyễn Vũ / 炫舞 (Bài hát chủ đề game mobile QQ Huyễn Vũ) 10. Thanh tỉnh mộng cảnh / 清醒梦境(Bài hát chủ đề phim truyền hình "Nam Phương Hữu Kiều Mộc") 11. Nhất bút giang hồ / 一筆江湖 12. Quang/ 光 (Bài hát chủ đề phim truyền hình "Niên Đại Cam Hồng")                                              |

### Bài hát đơn
- 2009: Siêu nhân Mebius / 超人梅比斯 (Ca khúc mở đầu bản tiếng Quảng Đông của phim thiếu nhi Ultraman Mebius).
- 2012: You Can Do It (bài hát chủ đề hoạt hình Kuroko no basuke trên TVB) (ít nhất là đã vô địch 3 tuần giải "Ca khúc hay nhất" trên đài Metro Radio năm 2013 (ngày 2/6, ngày 9/6, ngày 21/7. Còn lại các ngày 7/7 và 14/7 tuy chưa rõ thông tin nhưng cũng không nằm ngoài khả năng đạt quán quân)
- 2013: Có vay có trả /有借有還 (nhạc phim Triad)
- 2014: Lưỡng Nhân Hành /兩人行(nhạc phim Cổ kiếm kỳ đàm), Rất muốn ôm lấy em / 好想抱着你(nhạc phim Bởi vì yêu nên hạnh phúc)
- 2015: 1121 - viết cho những người đã yêu mến Trân Vỹ Đình nhân dịp sinh nhật
- 2016: Môn phái của ta / 我门 (nhạc phim Lão cửu môn), Love! Love! Aloha (nhạc phim Chuyện điên rồ gọi là tình yêu)
- 2017: Vì Nàng / 因你 (nhạc phim Túy linh lung) (đứng đầu 6 bảng xếp hạng trên itunes)
- 2018: Thanh tỉnh mộng cảnh / 清醒梦境 (nhạc phim Nam Phương Hữu Kiều Môc) (đứng đầu các bảng xếp hạng trên QQ), Quang /光 (nhạc phim Niên Đại Cam Hồng)

## Tác phẩm tham gia[2]

### Dẫn chương trình
- Thứ bảy vui vẻ cùng Disney / 迪士尼开心星期六 (TVB Pearl) (2003)
- Lạc viên Disney Hong Kong  / 香港迪士尼樂園Viva! Club Disney (TVB) (2004-2006)
- Người đi xuyên tường / 大咕窿 (TVB) (2009)
- Đại sứ của Ngày Trẻ em TVB (2009)
- Huynh đệ bang / 兄弟幫 (TVB) (2010-2011)

### Phim điện ảnh
| Năm  | Tên tiếng Anh                         | Tên tiếng Trung      | Tên tiếng Việt                           | Nhân vật                          |
| ---- | ------------------------------------- | -------------------- | ---------------------------------------- | --------------------------------- |
| 2008 | Overheard                             | 竊聽風雲             | Thiết Thính Phong Vân                    | Joe                               |
| 2008 | Seven 2 One                           | 關人7事              | Quan Nhân Thất Sự                        | William                           |
| 2009 | Trick or Cheat                        | 愛出貓               | Ái Xuất Miêu                             | Tiết Quân Huy / 薛君輝（William） |
| 2009 | Split Second Murders                  | 死神傻了             | Tử thần ngốc nghếch                      | Khả Nhạc / 可樂                   |
| 2009 | Beauty on Duty                        | 美麗密令             | Mật lệnh xinh đẹp                        | Tần Lãng / 秦朗                   |
| 2010 | Ex                                    | 前度                 | Hương vị trái cấm                        | Trần Gia Bình / 陳均平            |
| 2010 | Lover's Discourse                     | 戀人絮語             | Tình nhân lảm nhảm                       | Lương Bảo Tình (梁寶晴) lúc trẻ   |
| 2010 | All About Love                        | 得閒炒飯             | Tất cả cho tình yêu                      | Mike                              |
| 2011 | Hi, Fidelity                          | 出軌的女人           | Nữ nhân xuất quỹ                         | Bill/Ben                          |
| 2011 | East Meets West                       | 東成西就2011         | Đông Thành Tây Tựu 2011                  |                                   |
| 2011 | Lost in Wrestling                     | 五行攻略             | Ngũ Hành Công Lược                       | Nhược Nam (若男)                  |
| 2012 | Lives in Flames                       | 起勢搖滾             | Khởi Thế Diêu Cổn                        |                                   |
| 2012 | Triad                                 | 紮職                 | Trát Chức                                | A Đình (阿霆)                     |
| 2013 | Hardcore Comedy                       | 重口味               | Khẩu vị nặng                             | Kiệt (傑)                         |
| 2013 | As the Light Goes Out                 | 救火英雄             | Biệt đội cứu hỏa                         | Trương Văn Kiện (張文健)          |
| 2014 | Golden Brother                        | 男人唔可以窮         | Đàn ông không thể nghèo                  | Tiết Khả Dũng (薛可勇)            |
| 2015 | Lost in Wrestling                     | 搏擊迷城             | Bác Kích Mê Thành                        | Nhược Nam (若男)                  |
| 2016 | I Love That Crazy Little Thing        | 那件疯狂的小事叫爱情 | Chuyện điên cuồng nhỏ bé gọi là tinh yêu | Giang Dương (江 洋)               |
| 2016 | L.O.R.D: Legend of Ravaging Dynasties | 爵迹                 | Tước Tích                                | U Minh (幽冥)                     |
| 2018 | Ghenghis Khan                         | 战神纪               | Chiến Thần Ký                            | Thiết Mộc Chân (鐵木真)           |

### Phim truyền hình
| Năm  | Tên tiếng Việt                                     | Tên tiếng Trung           | Nhân vật                                     |
| ---- | -------------------------------------------------- | ------------------------- | -------------------------------------------- |
| 2014 | Cổ Kiếm Kỳ Đàm                                     | 古剑奇谭                  | Lăng Việt / 陵越                             |
| 2015 | Hoạt sắc sinh hương                                | 活色生香                  | An Dật Trần / Văn Thế Khuynh 安逸尘 / 文世倾 |
| 2015 | Thiếu niên tứ đại danh bổ                          | 少年四大名捕              | Truy Mệnh / 追命                             |
| 2015 | Thục Sơn Chiến Kỷ: Kiếm hiệp truyền kỳ             | 蜀山战纪之剑侠传奇        | Đinh Ẩn / Đinh Đại Lực 丁隐 / 丁大力         |
| 2016 | Vì có tình yêu nên hạnh phúc / Hạnh phúc mãn đường | 因为爱情有幸福 (幸福满堂) | Tô Khải Văn / 苏凯文                         |
| 2016 | Duyên đến hạnh phúc                                | 缘来幸福                  | Hà Hãn / 何瀚                                |
| 2016 | Lão Cửu Môn                                        | 老九门                    | Trương Khải Sơn / 张启山                     |
| 2017 | Túy Linh Lung                                      | 醉玲珑                    | Nguyên Lăng / 元凌                           |
| 2018 | Nam Phương Hữu Kiều Mộc                            | 南方有乔木                | Thời Việt / 時樾                             |
| 2018 | Niên đại cam hồng                                  | 橙红年代                  | Lưu Tử Quang / 刘子光                        |
| 2021 | Phong Bạo Vũ                                       | 风暴舞                    | Lý Tuấn Kiệt                                 |
| 2021 | Hộc Châu phu nhân                                  | 斛珠夫人                  | Phương Chư / Phương Giám Minh                |
| 2023 | Soi Sáng Cho Em                                    | 照亮你                    | Cận Thời Xuyên                               |

### Phim chiếu mạng
- 2014: Khách mời trong Quý cô cực phẩm phần 3 (极品女士第三季).

### Chương trình giải trí
- 2015: 12 đạo phong vị mùa 2 (12 道锋味第 2 季).
- 2018: Vũ đoàn nhiệt huyết (Hot Blood Dance Crew / 热血街舞团)
- 2018: Trạm kế tiếp truyền kỳ (The Next Top Bang / 下一站传奇)
- 2020: Đối tác tào lưu 2 (FOURTRY 2)
- 2022: Cùng Nhau Cắm Trại Nào 2022
- 2022 : Trốn thoát khỏi mật thất mùa 4

### Lồng tiếng hoạt hình
| Năm  | Tiêu đề tiếng Việt                      | Tiêu đề tiếng Trung    | Tiêu đề tiếng Anh   | Ghi chú                                     |
| ---- | --------------------------------------- | ---------------------- | ------------------- | ------------------------------------------- |
| 2007 | Gặp gỡ gia đình Robinson                | 未来小子               | Meet the Robinsons  |                                             |
| 2007 | Ngôi sao đỏ lấp lánh                    | 闪闪的红星之孩子的天空 | Sparkling Red Star  |                                             |
| 2009 | Quái vật ác chiến người ngoài hành tinh | 怪兽大战外星人         | Monsters vs. Aliens | Vai diễn: Phao Phao / 泡泡                  |
| 2009 | Biệt đội chuột lang                     | 鼠胆妙算               | G.Force             | Vai diễn: Chuột lang Nhất Ca (天竺鼠"一哥") |
| 2011 |                                         | 复活反斗王             | Hop                 | Thỏ E.B                                     |

### Kịch truyền thanh
- Loạn thế giai nhân (亂世佳人) vai William.
- Thời gian tốt nhất (最好的時光) vai Lâm Tử Phong (林子峰).
- Người một nhà (自己人) vai A Ưu (阿優).

### MV
- Bạn yêu (朋友的愛)  - Twins
- Loạn thế giai nhân (亂世佳人) – Twins

## Quảng cáo, Đại diện, Đại sứ
- Sport Shoes
- Điện thoại di động LG
- 2005: Coca-Cola tại Hồng Kông và Đài Loan (cả quảng cáo trên truyền hình và áp phích).
- 2005: Bột dinh dưỡng Kicker
- 2005: Nissin Lo Mein
- 2005: Quần áo thường EMINU
- 2007: Nissin Lo Mein
- 2008: Giordano
- 2008: Tough Jeans (Hồng Kông)
- 2008: Champion (Hồng Kông)
- 2008: Hush Puppies (Hồng Kông)
- 2008: Converse (Hồng Kông)
- 2008: Puma (Hồng Kông)
- 2008: XBox (Hồng Kông)
- 2009: Coca-Cola (quảng cáo cùng Thái Trác Nghiên)
- 2009: Quảng cáo tìm kiếm Bách Khoa Cảng Thiết (港鐵百科搜尋) (J-planner)
- 2009: Quảng cáo Zyrtec Trị Mẫn Tốc
- 2009: Rage Blue
- 2009: Chouette x William (Thiết kế đồng hồ đeo tay)
- 2009: Puma (Hồng Kông)
- 2009: Người phát ngôn Quốc tế Kính áp tròng ACUVUE
- 2009: Người phát ngôn MSC (cùng Thái Trác Nghiên)
- 2009: Người phát ngôn Global Beauty International (cùng Thái Trác Nghiên)
- 2009: Quần áo thể thao và yoga thu đông Adidas "Me,myself"
- 2010: Quảng cáo truyền hình Rexona
- 2010: Quảng cáo hãng kính áp tròng ACUVUE
- 2010: Người phát ngôn Trung tâm thẩm mỹ Bella MSCTM
- 2010: Thương hiệu Kính áp tròng quốc tế ACUVUE
- 2010: Người phát ngôn của Global Beauty International
- 2010: Người phát ngôn của MSC
- 2010: Quần áo thể thao và yoga thu đông Adidas
- 2010: Quần jean edwin
- 2011: Quảng cáo truyền hình Rexona
- 2013: Đồng hồ independent (Hồng Kông)
- 2014: Sunkist Juice (Đại lục)
- 2014: Game Tân Thương Khung Kiếm (Đại lục)
- 2014: Dương Hà Nhất Hiệu (Đại lục)
- 2014: Kho ứng dụng Tencent (Đại lục)
- 2015: Thương hiệu làm đẹp Ronyme (Đại lục)
- 2015: Giàu gội đầu Rejoice (Đại Lục)
- 2016: Tai nghe Beats by Dre (Trung Quốc)
- 2016: Nescafe (Trung Quốc)
- 2016: Whaley TV (Trung Quốc)
- 2016: Game Thiên thiên khốc bão (Trung Quốc)
- 2016: Hội viên VIP Fantastic Art của iQIYI (Trung Quốc)
- 2016: Mỹ phẩm Maybelline New York (Trung Quốc)
- 2016: NFL_American Football League (Trung Quốc)
- 2017: Đại sứ Đồng hồ Chanel (Trung Quốc)
- 2017: Bia Budweiser (Trung Quốc)
- 2017: Gome Plus (Trung Quốc)
- 2017: Thương hiệu thời trang thể thao Reebok classic (Trung Quốc)
- 2017: Mỹ phẩm dưỡng da CHANDO (Trung Quốc)
- 2017: Điện Thoại OPPO R11 (Trung Quốc)
- 2017: Vòng đeo tay thông minh Lạc Tâm (Trung Quốc)
- 2017: Chương trình "di chuyển cho người khuyết tật" của UNDP - Chương trình Phát triển Liên Hợp Quốc
- 2017: Trà sữa Hương Phiêu Phiêu (Trung Quốc)
- 2017: Đồ ăn nhanh Pizza Hut (Trung Quốc)
- 2017: Xe hơi Jaguar (Trung Quốc)
- 2018: Thương hiệu thời trang Levi's (Trung Quốc)
- 2018: Sữa chua BB-12 Mengnui (Trung Quốc)
- 2018: Thương hiệu thời trang thể thao Reebok (Châu Á-Thái Bình Dương)
- 2018: Game mobile QQ Huyễn Vũ
- 2018: Kẹo Stride (Trung Quốc)
- 2018: Mỹ phẩm Maybelline New York (Châu Á-Thái Bình Dương)
- 2018: Nước trái cây Minute Maid (Trung Quốc)
- 2018: Mỹ phẩm Skincare cho nam CHANDO (Trung Quốc)
- 2018: Máy đo sức khỏe thông minh Phicomm S9 (Trung Quốc)
- 2018: Đại sứ giấc mơ âm nhạc đầu tiên của bảo tàng tượng sáp Madame tussauds Bắc Kinh
- 2018: Tiếp tục với hội viên VIP Fantastic Art của iQIYI (Trung Quốc)
- 2018: Đại sứ Ngọc Bích - Chiến dịch chống viêm gan B - Trung tâm Gan châu Á của Đại học Stanford
- 2018: Đại sứ hành động vì Sức khoẻ Mầm xuân của chương trình từ thiện "Kế hoạch mầm xuân"
- 2018: Nescafe (Trung Quốc)
- 2018: Đại Diện Ermenegildo Zegnaxxx (Toàn cầu)
- 2018: Mặt nạ và dụng cụ chăm sóc da FOREO UFO (Trung Quốc)
- 2018: Dụng cụ chăm sóc răng miệng Philips Sonicare (Trung Quốc)
- 2019: Thương hiệu chăm sóc tóc cao cấp Kérastase (Đại Trung Quốc)
- 2019: Đại sứ toàn thương hiệu Chanel (Trung Quốc)
- 2019: Muse phát ngôn đồng hồ Chanel J12 (Toàn cầu)

## Xếp hạng ca khúc[2]
| Xếp hạng ca khúc                                             | Xếp hạng ca khúc                                        | Xếp hạng ca khúc | Xếp hạng ca khúc | Xếp hạng ca khúc | Xếp hạng ca khúc | Xếp hạng ca khúc |
| Đĩa hát                                                      | Ca khúc                                                 | 903              | RTHK             | 997              | TVB              | Ghi chú |
| Năm 2008                                                     | Năm 2008                                                | Năm 2008         | Năm 2008         | Năm 2008         | Năm 2008         | Năm 2008 |
| ------------------------------------------------------------ | ------------------------------------------------------- | ---------------- | ---------------- | ---------------- | ---------------- | --- |
| Will Power                                                   | Taxi                                                    | 2                | 2                | 2                | 3                | Debut cá nhân Còn có phiên bản tiếng Phổ thông |
| Will Power                                                   | Great Time                                              | 7                | 3                | 4                | -                | Còn có phiên bản Power Mix BXH Âm nhạc Tiên phong: 7 |
| Will Power                                                   | Thiên Vạn Thiếu Niên / 千萬少年                         | -                | -                | -                | -                | BXH Ca khúc Hoa ngữ toàn cầu: 14 |
| Will Power                                                   | Thằng lười / 闊佬懶理                                   | -                | -                | -                | -                | |
| Năm 2009                                                     |                                                         |                  |                  |                  |                  | |
| Xướng Vượng 09 / 唱旺09                                      | Xướng Vượng 09 / 唱旺09                                 | 15               | 11               | 8                | -                | Hợp ca cùng Thái Trác Nghiên, Vương Tổ Lam, Vịnh Nhi, Lâm Phong, Chung Thư Mạn, Trương Trí Hằng                                                                           |
|                                                              | Cheer Up!                                               | X                | 1                | X                | X                | - Ca khúc chủ đề của Kế Hoạch Thái Dương, đài truyền hình RTHK - Hợp xướng cùng Dung Tổ Nhi, Kuraki Mai, Lâm Tuấn Kiệt, Trương Kính Hiên, Vịnh Nhi, Từ Tử San, Đặng Tử Kỳ |
| Warrior / 戰士                                               | Chiến binh / 戰士                                       | 9                | 3                | 2                | 4                | Còn có bản Radio Mix |
| Warrior / 戰士                                               | Tới hôm nay mới biết sai / 今天終於知道錯               | 3                | 2                | 3                | 1                | Còn có bản tiếng Phổ thông |
| Warrior / 戰士                                               | MJ                                                      | -                | -                | -                | -                | Còn có bản tiếng Phổ thông |
| Warrior / 戰士                                               | Hồ ly tiểu thư / 狐狸小姐                               | -                | -                | -                | -                | |
| Năm 2010                                                     |                                                         |                  |                  |                  |                  | |
| Do You Wanna Dance                                           | Do You Wanna Dance                                      | 3                | 6                | 1                | 1                | Còn có bản tiếng Phổ thông |
| Phi Hổ Quần Tinh Hạ Tân Tuế / 飛虎群星賀新歲                 | Dàn sao Phi Hổ chúc mừng năm mới / 飛虎群星賀新歲       | -                | 11               | 5                | -                | Hợp xướng cùng Cổ Cự Cơ, Chung Hân Đồng, Vịnh Nhi, Chung Thư Mạn, Hồng Trác Lập                                                                                           |
| Nhân Nhân Đạn Khởi / 人人彈起                                | Trào lưu là cái gì cơ / 什麼是潮流                      | -                | -                | -                | -                | Hợp xướng cùng Chung Hân Đồng |
| Do You Wanna Dance                                           | Hẻm núi lớn / 大峽谷                                    | 4                | 11               | 3                | 4                | |
| Do You Wanna Dance                                           | Flying Away                                             | -                | -                | -                | 2                | |
| Heads or Tails                                               | Theo đuôi / 尾巴                                        | -                | -                | -                | 2                | |
| Heads or Tails                                               | Lạc Cực Vong Tình / 樂極忘情                            | -                | -                | 2                | 1                | Còn có bản tiếng Phổ thông |
| Năm 2011                                                     |                                                         |                  |                  |                  |                  | |
| Heads or Tails                                               | Get Up                                                  | -                | -                | 3                | -                | |
| WOW                                                          | Baby Don't Cry                                          | -                | -                | 5                | 4                | Còn có bản tiếng Phổ thông |
| WOW                                                          | Love U2                                                 | 2                | -                | 4                | 3                | BXH Âm nhạc tiên phong：7 |
| Năm 2012                                                     |                                                         |                  |                  |                  |                  | |
| Pop It Up                                                    | Tôi là ai / 我是誰                                      | -                | -                | 3                | -                | Feat.Vịnh Nhi |
| Pop It Up                                                    | Tôi không là tôi / 我不是我                             | -                | -                | 3                | -                | - Feat.Vịnh Nhi - BXH Âm nhạc tiên phong：2 - Bản tiếng Phổ thông của Tôi là ai《我是誰》                                                                                 |
| Pop It Up                                                    | Nữ hoàng / 女皇                                         | 8                | 17               | 2                | 1                | Còn có bản Queen Of World Remix |
| Pop It Up                                                    | Pop It Up                                               | -                | 7                | 3                | 2                | |
| Đẳng Đẳng / 等等                                             | Có vay có trả /有借有还                                 | -                | -                | -                | -                | Ca khúc chủ đề của phim Trát Chức |
| Năm 2015                                                     |                                                         |                  |                  |                  |                  | |
| 15 năm Anh Hoàng cùng ước hẹn hoa lệ / 英皇15周年 和華麗有約 | Cùng ước hẹn hoa lệ / 和華麗有約                        | -                | -                | -                | 5                | Hợp xướng cùng dàn sao Anh Hoàng |
| 15 năm Anh Hoàng cùng ước hẹn hoa lệ / 英皇15周年 和華麗有約 | Cùng ước hẹn hoa lệ - tiếng Phổ thông/ 和華麗有約（國） | -                | -                | -                | -                | Hợp xướng cùng dàn sao Anh Hoàng |
| Đẳng Đẳng / 等等                                             | Vô Ngôn Thủ Hậu /无言守候                               | -                | -                | -                | -                | Nhạc đệm phim truyền hình Thiếu niên tứ đại danh bổ |
| Phong Vị / 鋒味                                              | 回甘                                                    | -                | -                | -                | -                | Hợp xướng cùng Tạ Đình Phong, Trần Vũ Phàm, Hồ Hải Tuyền, Mã Tô |
|                                                              | 1121                                                    | -                | -                | -                | -                | Xếp hạng nhạc tiếng Phổ thông của Đài Metro Radio: 13* |
| Năm 2016                                                     |                                                         |                  |                  |                  |                  | |
|                                                              | Bày tỏ / 表白                                           | -                | -                | 9                | -                | |

| Tổng số bài hát đạt quán quân | Tổng số bài hát đạt quán quân | Tổng số bài hát đạt quán quân | Tổng số bài hát đạt quán quân |
| ----------------------------- | ----------------------------- | ----------------------------- | ----------------------------- |
| 903                           | RTHK                          | 997                           | TVB                           |
| 0                             | 1                             | 1                             | 4                             |

## Cuộc thi[2]
- Năm 2002: Talent Show - Nghệ sĩ triển vọng Hồng Kông (lần thứ nhất)
- Năm 2003: Tài năng âm nhạc thế giới người Hoa (TVB)

## Giải thưởng (tính từ năm 2013)[2]

### Năm 2013
- Liên hoan phim quốc tế Macau lần thứ 5: Nam diễn viên phụ xuất sắc nhất trong phim Biệt đội cứu hỏa (救火英雄)
- Liên hoan phim Trung Quốc quốc tế tại châu Âu (China Image Film Festival) lần thứ 6: Nam diễn viên trẻ xuất sắc nhất trong phim Đàn ông không thể nghèo (男人唔可以窮)

### Năm 2014
- Lễ trao giải tấm gương ngôi sao nhiệt huyết 2014 - Diễn viên nổi tiếng nhất của năm
- Lễ trao giải Quốc Kịch Thịnh Điển 2014 - Đài truyền hình vệ tinh An Huy: Nghệ sĩ toàn năng được yêu thích nhất
- Lễ trao giải Quốc Kịch Thịnh Điển 2014 - Đài truyền hình vệ tinh An Huy: Diễn viên của phim truyền hình được truyền thông mong đợi nhất
- Yahoo！Asia Buzz Awards 2014: Vua phổ biến (人气票王 - một trong những giải thưởng cao quý của buổi lễ)
- Đêm trao giải video Youku 2014: Giải Phổ biến đỉnh cao

### Năm 2015
- Đêm trao giải iQiyi Tiêm Khiếu 2015: Nam diễn viên được yêu thích nhất

### Năm 2016
- Đêm trao giải iQiyi- Scream Night 2016: Nhân vật của năm

### Forbes China Celebrity 100
| Năm  | Hạng | Ref.  |
| ---- | ---- | ----- |
| 2015 | 70   | [ 6 ] |
| 2017 | 21   | [ 7 ] |
| 2019 | 23   | [ 8 ] |
| 2020 | 40   | [ 9 ] |